# 아인 커스버트슨
아인 커스버트슨(Iain Cuthbertson, 1930년 1월 4일 ~ 2009년 9월 4일)은 영국의 배우, 무대 연출가, 텔레비전 배우이다.
글래스고에서 태어났으며 글래스고에서 사망하였다.

## 영화
- 마이 웨이 (2001년)
- 더 티크본 클레이먼트 (1998년)
- 스캔달 (1989년)
- 캐주얼티 (1986년)
- 스크린플레이 (1986년)
- 할머니는 요술쟁이 (1985년)
- 톰 브라운의 학창시절 (1971년)
- 철도 위의 아이들 (1970년)